# Partido Demócrata de Singapur
El Partido Demócrata de Singapur (en inglés: Singapore Democratic Party; en chino simplificado: 新加坡 民主党; en chino tradicional: 新加坡 民主黨; en tamil: சிங்கப்பூர் மக்களாட்சி; en malayo: Parti Demokratik Singapura) abreviado como SDP, es un partido político socioliberal singapurense fundado en 1980 por Chiam See Tong. Fue una fuerza de relativo peso entre la débil oposición del país en las décadas de 1980 y 1990, logrando en su apogeo tener dos bancas en el Parlamento de Singapur, aunque en la actualidad ha decrecido enormemente su caudal de votos, sin tener ningún diputado electo desde 1997. El SDP liderado desde su fundación por Chiam See Tong hasta 1996, cuando abandonó el partido, siendo sucedido por Chee Soon Juan, quien ostenta el cargo de Secretario General del Partido desde entonces.
Los principales objetivos del partido fueron desde su fundación: "eliminación del colonialismo y el feudalismo, la salvaguardia de la democracia parlamentaria y la defensa de los principios de la democracia, el socialismo y la constitución". Su emblema es un círculo (simbolizando la unidad de las distintas razas del país) y una flecha mirando hacia arriba (que simboliza el progreso económico y político).
Es miembro de la Internacional Liberal y del Consejo de Liberales y Demócratas de Asia.